# Silvermuseet
Silvermuseet är ett museum i centrala Arjeplog som invigdes 23 oktober 1965. Samlingarna skildrar ortens historia - från förhistorisk tid till nutid. Samernas och nybyggarnas liv levandegörs i olika utställningar. I ett av rummen visas till exempel en av världens största samlingar av samiska silverföremål. Silvermuseet drivs av en kommunal stiftelse.
Museets namn har bara delvis att göra med den silversamling som förvaras där, men inspirerades av Nasafjälls silververk som åren 1635-1659 och 1770-1810 var verksam i området. Det är även därför som Riksväg 95 som går genom Arjeplog i dagligt tal kallas för Silvervägen och att några företag inom Arjeplogs kommun har ordet silver i företagsnamnet.
Silvermuseet grundades av Einar Wallquist. Han var under fyrtio år provinsialläkare i Arjeplog under en tid då den gamla nybyggarkulturen och den samiska kulturen började försvinna. Med det stora intresse som Einar Wallquist hade för historia började han samla föremål från orten. Samlingsivern ledde så småningom till en ambition att inventera socknen och samla in minst ett av varje sorts föremål som använts. Hemmet fylldes med föremål och bodar och förråd i bygden användes till förvaring. År 1965 donerade Einar Wallquist sin unika samling till Arjeplogs kommun och var sedan själv verksam som museiman fram till sin död, nära 90 år gammal, år 1985.
Den byggnad som togs i anspråk vid Silvermuseets tillblivelse år 1965 är ursprungligen en nomadskola uppförd 1854 och som är en av centralortens äldsta bevarade byggnader. Silvermuseet består av tre plan och har genomgått ett flertal om- och nybyggnationer genom åren.
Sedan april 2009 drivs Institutet för arktisk landskapsforskning, INSARC, inom ramen för Silvermuseets organisation. Institutet bedriver högkvalitativ forskning med inriktning på sambandet mellan människans landskapsutnyttjande och ekosystemens förändringar i nordliga miljöer. Ett av många forskningsresultat har bl.a. resulterat i fyndet av en av de allra äldsta kända boplatserna i Norrland, daterad till c:a år 7800 f.Kr, vid sjön Dumpokjauratj nära byn Svannäs inom Arjeplogs kommun. Sommaren 2014 tilldelades Silvermuseets och INSARC:s chef Ingela Bergman H.M. Konungens medalj 8:e storleken i Serafimerordens band "För framstående insatser inom subarktisk landskapsforskning".